# Tall Hamki
Tall Hamki (arab. تل حمكي) – wieś w Syrii, w muhafazie Idlib. W 2004 roku liczyła 108 mieszkańców.